# Necremnus rugulosus
Necremnus rugulosus är en stekelart som beskrevs av Vittorio Luigi Delucchi 1962. Necremnus rugulosus ingår i släktet Necremnus och familjen finglanssteklar.
Artens utbredningsområde är Marocko. Inga underarter finns listade i Catalogue of Life.